# Simulium cotopaxi
Simulium cotopaxi är en tvåvingeart som beskrevs av Peter Wolfgang Wygodzinsky och Coscaron 1979. Simulium cotopaxi ingår i släktet Simulium och familjen knott.
Artens utbredningsområde är Ecuador. Inga underarter finns listade i Catalogue of Life.